# Adolf Busemann (Psychologe)
Adolf Hermann Heinrich Busemann (* 15. Mai 1887 in Emden; † 5. Juni 1967 in Marburg) war ein deutscher Pädagoge und Psychologe.

## Leben
Adolf Busemann. Sohn des Präparandenlehrers Libertus Busemann in Emden, besuchte das Gymnasium in Northeim und studierte 1906–1910 Psychologie und weitere Fächer in Göttingen. Nach der Prüfung für das höhere Lehramt arbeitete er als Lehrer in Essen, Frankenberg (Eder) und Bederkesa. Dazwischen war er 1917/18 im Landsturm. 1922–25 arbeitete er zunächst als Oberlehrer, dann als Seminarstudienrat in Einbeck und wurde wegen der Auflösung des Lehrerseminars in den einstweiligen Ruhestand versetzt. 1924 promovierte er in Göttingen bei Narziss Ach zum Dr. phil., siedelte 1925 nach Greifswald über, wo er sich 1926 habilitierte und in der jugendbewegten Verbindung St. Georg aktiv wurde. Bis 1928 war er Privatdozent an der Medizinischen Fakultät in Greifswald und unterrichtete nachfolgend als Professor an der Pädagogischen Akademie in Rostock 1928/29, Breslau 1929–31 und Kiel 1931/32. Ab 1932 war er wieder Privatdozent in Greifswald und wurde 1934 nach dem Gesetz zur Wiederherstellung des Berufsbeamtentums in das Amt des Volksschullehrers versetzt. Er war von 1923 bis 1932 SPD-Mitglied gewesen. Beurlaubungen im Wintersemester 1934/35 und im Sommersemester 1935; 1935 Verzicht auf die Venia legendi. 1937 erfolgte die Versetzung in den dauernden Ruhestand aus gesundheitlichen Gründen. Busemann übersiedelte nach Marburg, war ab 1940 Personalgutachter beim Heer, schied 1942 aus dem aktiven Militärdienst aus und arbeitete als Psychologe am Hirnverletztenlazarett in Marburg. Nach dem Krieg hielt er vom  Wintersemester 1945/46 bis Sommersemester 1948 Lehrveranstaltungen in Psychologie an der Universität Marburg und unterrichtete bis 1954 im Rahmen der „Lehrgänge zur Ausbildung von Sonderschullehrern“ in Marburg. Seit dem 22. Dezember 1911 war er verheiratet mit Katharina van Dieken. Sie hatten einen Sohn und zwei Töchter.
- Dr. med. h. c. (Marburg), korrespondierendes Mitglied der Deutschen Vereinigung für Jugendpsychiatrie.

## Busemanns Bedeutung für die Quantitative Linguistik
Etliche der Themen in Busemanns Lebenswerk finden in der Wissenschaft bis heute eine nicht unbeträchtliche Resonanz. In der Quantitativen Linguistik wurde vor allem der sogenannte Aktionsquotient (Busemann 1925; 1948: 116, 139) mehrfach aufgegriffen, der die Zahl der Verben und der Adjektive eines Textes zueinander in Relation setzt; dabei gilt ein Text, bei dem die Verben überwiegen, als aktiv und ein Text mit mehr Adjektiven als Verben als deskriptiv. Eine Diskussion der Probleme des Aktionsquotienten und Vorschläge für eine Verbesserung findet sich in Altmann (1978; 1988: 18ff.), eine weitere Behandlung in Altmann & Altmann (2005: 86–88). Tuldava (2005: 371, 376f.) reiht Busemanns Arbeit in die Forschungsgeschichte ein und geht auf die Arbeiten der Nachfolger ein. Weitere beachtenswerte Themen sind die Entwicklung der Wortlängen (Busemann 1925) und des Adjektivgebrauchs (Busemann 1926) mit dem Alter Heranwachsender; man kann zeigen, dass diese Prozesse gemäß dem Piotrowski-Gesetz ablaufen (Best 2006: 43, 2008: 125).

## Werke von Busemann
- Über die kategorial-emotionale Rhythmik der Jugend. Dissertation, Göttingen 1925
- Die Sprache der Jugend als Ausdruck der Entwicklungsrhythmik. Sprachstatistische Untersuchungen. Verlag von Gustav Fischer, Jena 1925. (Erweiterung der Dissertation) Teildruck in: Hermann Helmers (Hrsg.): Zur Sprache des Kindes. Wissenschaftliche Buchgesellschaft, Darmstadt: 1969, S. 1–59.
- Die Jugend im eigenen Urteil: eine Untersuchung zur Jugendkunde. Beltz, Langensalza 1926.
- Pädagogische Milieukunde. I. Einführung in die Allgemeine Milieukunde und in die Pädagogische Milieutypologie. Schroedel, Halle/Saale 1927.
- Das Geschlechtsleben der Jugend und seine Erziehung: Vorträge in einer Volkshochschule. Deutsche Verlag Gesellschaft, Berlin 1929.
- Einführung in die pädagogische Jugendkunde. Diesterweg, Frankfurt 1931.
- Pädagogische Psychologie in Umrissen. Quelle & Meyer, Leipzig 1932.
- Über Grundbegriffe der Kinder- und Jugendpsychologie. In: Acta Psychologia I, 1936, S. 49–64.
- Einführung in die pädagogische Jugendkunde. 2., veränderte Auflage. Kompass-Verlag, Oberursel 1948.
- Die Einheit der Psychologie und das Problem des Mikropsychischen. Klett, Stuttgart 1948.
- Stil und Charakter. Untersuchungen zur Psychologie der individuellen Redeform. Westkulturverlag Anton Hain, Meisenheim/Glan 1948.
- Höhere Begabung: Vorgedanken zur Begabtenauslese. Aloys Henn Verlag, Ratingen 1949.
- Einführung in die pädagogische Jugendkunde. Dritte erweiterte Auflage. Diesterweg, Frankfurt/Bonn 1950.
- Geborgenheit und Entwurzelung des jungen Menschen: Beiträge zur heilpädagogischen Aufgabe unserer Zeit. Aloys Henn Verlag, Ratingen 1951.
- Krisenjahre im Ablauf der menschlichen Jugend. Aloys Henn Verlag, Ratingen 1953.
- Abzeichentest: mit vier Vorlagen. Hogrefe, Göttingen 1955.
- Der Aufzähltest (AZT). Untersuchungen über die Erlebniswelt gesunder und neurotischer Kinder. Ernst Reinhardt Verlag, München/Basel 1955.
- Beiträge zur pädagogischen Milieukunde aus dreißig Jahren. Schroedel, Berlin u. a. 1956.
- Pädagogische Jugendkunde. Eine Einführung. 5. Auflage. Diesterweg, Berlin/Bonn 1959.
- Psychologie der Intelligenzdefekte mit besonderer Berücksichtigung der hilfsschulbedürftigen Debilität. Ernst Reinhardt Verlag, München/Basel 1959.
- Geborgenheit und Entwurzelung des jungen Menschen. Beiträge zu sozialpädagogischen Aufgaben unserer Zeit. 3. unveränderte Auflage. Aloys Henn Verlag, Ratingen 1963.
- Weltanschauung in psychologischer Sicht. Ein Beitrag zur Lehre vom Menschen. Ernst Reinhardt Verlag, München/Basel 1967.

## Biographisches zu Busemann
- Adolf Busemann 70 Jahre alt. In: Bildung und Erziehung 10, 1957, H. 6, S. 370–371
- Jan van Dieken: Professor Adolf Busemann. In: Friesische Blätter, Folge 9, September 1968, 5. Jahrgang
- Hildegard Hetzer[2]: Zum 80. Geburtstag von Professor Dr. Adolf Busemann. Forscher und Lehrer im Dienst bedrohter und behinderter Kinder. In: Lebenshilfe 6, 1967, H. 3, S. 113–114
- Werner Buchholz (Hrsg.): Lexikon Greifswalder Hochschullehrer 1775-2006. Bd. 3: Lexikon Greifswalder Hochschullehrer 1907-1932. Bandbearbeiter: Meinrad Welker. Bock, Bad Honnef 2004

## Weitere Literatur
- Gabriel Altmann: Zur Verwendung der Quotiente in der Textanalyse. In: Gabriel  Altmann (ed.): Glottometrika 1. Brockmeyer, Bochum 1978, S. 91–106. ISBN 3-88339-030-5
- Gabriel Altmann: Wiederholungen in Texten. Brockmeyer, Bochum 1988. ISBN 3-88339-663-X
- Vivien Altmann, & Gabriel Altmann: Erlkönig und Mathematik. 2005. (online). Inzwischen als Buch erschienen: Vivien Altmann, & Gabriel Altmann: Anleitung zu quantitativen Textanalysen. Methoden und Anwendungen. RAM-Verlag, Lüdenscheid 2008. ISBN 978-3-9802659-5-9. Zu Busemanns Aktionsquotient S. 104–107.
- Karl-Heinz Best: Gesetzmäßigkeiten im Erstspracherwerb. In: Glottometrics 12, 2006, S. 39–54 (PDF Volltext).
- Karl-Heinz Best: Adolf Busemann (1887-1967). In: Glottometrics 16, 2008, S. 124–127 (PDF Volltext). (Wiederabdruck in: Karl-Heinz Best (Hrsg.): Studien zur Geschichte der Quantitativen Linguistik. Band 1. RAM-Verlag, Lüdenscheid 2015, Seite 30–34. ISBN 978-3-942303-30-9.)
- Kabaum, Marcel: Milieutheorie deutscher Pädagogen (1926–1933). Pädagogische Soziologie bei Walter Popp, Adolf Busemann und Max Slawinsky. Ergon, Würzburg 2013. ISBN 978-3-89913-948-8
- Juhan Tuldava: Stylistics, author identification. In: Reinhard Köhler, Gabriel Altmann, & Rajmund Piotrowski (Hrsg.): Quantitative Linguistik – Quantitative Linguistics. Ein internationales Handbuch. de Gruyter, Berlin/New York 2005, S. 368–387. ISBN 978-3-11-015578-5